# Esporte Clube Noroeste
Maillots
L'Esporte Clube Noroeste est un club brésilien de football basé à Bauru dans l'État de São Paulo.

## Palmarès
- Division 2 du Championnat de São Paulo
  - Champion : 1943, 1953, 1970 et 1984